# Camponotus brevisetosus
Camponotus brevisetosus  (лат.) — вид муравьёв рода кампонотус (Camponotus) из подсемейства формицины (Formicinae).

## Распространение
Африка: ЮАР.

## Описание
Муравьи среднего размера (около 1 см), основная окраска красновато-бурая (брюшко чёрное). Отличается более редкими и разбросанными по брюшку золотистыми волосками. Ширина головы крупных рабочих от 3,31 до 3,73 мм, длина головы от 3,12 до 3,52 мм.
Проподеум округлый, без шипиков. Максиллярные щупики у самок, рабочих и самцов состоят из 6 члеников, а лабиальные — из 4. Глаза расположены позади средней линии головы. Места прикрепления усиков находятся на некотором расстоянии от заднего края наличника. Тазики задних ног сближенные. Усики 12-члениковые у самок и рабочих и 13-члениковые у самцов. Кончик брюшка открывается трубковидным отверстием (ацидопора), окруженным группой волосков. Стебелёк между грудкой и брюшком состоит из одного членика (петиоль), как правило, с вертикальной чешуйкой. Гнёзда в почве под камнями
. Вид был впервые описан в 1910 году швейцарским энтомологом Огюстом Форелем. Включён в состав подрода Myrmopiromis и видовой группы Camponotus fulvopilosus species group вместе с видами C. storeatus, C. detritus.